# 리베르타도레스
리베르타도레스(스페인어: Libertadores)는 남아메리카 독립 전쟁의 영웅들을 가리키는 말로, '해방자'라는 뜻을 가지고 있다.
대부분 계층적으로 부르주아이며 크리오요(남미 식민지 태생 유럽계 백인)들이었고, 특히 페드루 1세는 본디 포르투갈의 왕자로, 잠시뿐이지만 포르투갈의 국왕의 지위도 가지고 있었다. 또한 자유주의에 동화된 이들로, 대부분이 유럽 등지에서 전문적 군사 훈련을 받은 이들이었다.
다음 인물들이 리베르타도레스로 꼽힌다.
- 시몬 볼리바르(Simón Bolívar) - 콜롬비아, 파나마, 베네수엘라, 에콰도르, 페루, 볼리비아
- 호세 데 산 마르틴(José de San Martín) - 아르헨티나, 칠레, 페루
- 안토니오 호세 데 수크레(Antonio José de Sucre) - 베네수엘라, 에콰도르, 볼리비아
- 돔 페드루 1세(Dom Pedro I) - 브라질
- 베르나르도 오이긴스(Bernardo O'Higgins) - 칠레
- 호세 미겔 카레라(José Miguel Carrera) - 칠레
- 호세 헤르바시오 아르티가스(José Gervasio Artigas) - 우루과이

이들을 기리기 위해 남미 축구 연맹(CONMEBOL)은 남미 각국 프로축구리그 상위팀이 참가하는 코파 리베르타도레스 대회를 열고 있다.

## 같이 보기
- 코파 리베르타도레스